# Bernardina Kristýna Sasko-Výmarsko-Eisenašská
Bernardina Kristýna Sasko-Výmarsko-Eisenašská (5. května 1724, Výmar – 5. června 1757, Rudolstadt) byla sasko-výmarsko-eisenašská princezna a sňatkem schwarzbursko-rudolstadtská kněžna.

## Život
Narodila se ve Výmaru jako nejmladší dcera sasko-výmarského vévody Arnošta Augusta I. a jeho první manželky Eleonory Vilemíny Anhaltsko-Köthenské.V Eisenachu se jako devatenáctiletá 19. listopadu 1744 provdala za schwarzbursko-rudolstadtského knížete Jana Fridricha. Ze šesti dětí, které se páru narodily, se dospělosti dožily pouze dvě dcery.
- 1. Frederika Žofie Schwarzbursko-Rudolstadtská (17. 8. 1745 Rudolstadt – 26. 1. 1778 Schwarzburg)[1]
⚭ 1763 Fridrich Karel Schwarzbursko-Rudolstadtský (7. 6. 1736 Rudolstadt – 13. 4. 1793 tamtéž), kníže schwarzbursko-rudolstadtský od roku 1790 až do své smrti[2]
- 2. dcera (*/† 1746)[3]
- 3. syn (*/† 1747)[4]
- 4. Žofie Ernestina Schwarzbursko-Rudolstadtská (5. 6. 1749 Rudolstadt – 21. 10. 1754)[5][6]
- 5. Vilemína Schwarzbursko-Rudolstadtská (22. 1. 1751 Rudolstadt – 17. 7. 1780 Saarbrücken)[7]
⚭ 1766 Ludvík Nasavsko-Saarbrückenský (3. 1. 1745 Saarbrücken – 2. 3. 1794 Aschaffenburg), kníže od roku 1768 až do své smrti[8][9][10]
- 6. Jindřiška Šarlota Schwarzbursko-Rudolstadtská (29. 5. 1752 Rudolstadt – 30. 4. 1756)[11]

Kněžna Bernardina byla proslulá svou dobročinností. V roce 1756 založila v Rudolstadtu Ústav šlechtičen. Zemřela o rok později ve věku 33 let. Kníže Jan Fridrich se po smrti své milované ženy už znovu neoženil.